# Рајко
Рајко је словенско мушко име. Настало је од речи рај, што може да буде синоним за блаженство. Неке од познатих особа су:
- Рајко Алексић (рођен 1947), бивши српски фудбалски дефанзивац
- Рајко Брежанчић (рођен 1989), српски фудбалер
- Рајко Дујмић (1954 – 2020), хрватски текстописац, композитор и музички продуцент најпознатији као члан поп групе Нови фосили .
- Рајко Ђурић (1947–2020), српски ромски писац и академик
- Рајко Грлић (рођен 1947), хрватски филмски редитељ и продуцент
- Рајко Јањанин (рођен 1957), бивши српски фудбалер
- Рајко Јокановић (рођен 1971), српски одбојкаш
- Рајко Којић (1956–1997), српски и бивши југословенски гитариста, свирао је са бендом Рибља Чорба
- Рајко Кузмановић (рођен 1931), српски политичар у Босни и Херцеговини
- Рајко Митић (1922–2008), српски фудбалер и тренер
- Рајко Перушек (1854–1917), словеначки писац, преводилац, лингвиста и библиограф
- Рајко Продановић (рођен 1986), српски рукометаш
- Рајко од Расине (1413–1441), српски племић који је носио титулу великог Челника
- Рајко Жижић (1955–2003), црногорски кошаркаш из Милојевића, Никшић